# 小行星2417
小行星2417（2417 McVittie）是一颗围绕太阳公转的小行星。1964年2月15日，印第安纳大学在摩根县发现了此天体。
該小行星以美國天文學家喬治·C·麥維蒂命名。
这颗小行星的绝对星等为19.97004119930849等。